# Moskau Biennale
Die Moskauer Biennale der Zeitgenössischen Kunst (russisch Московская биеннале современного искусства) ist eine seit 2004 zweijährlich stattfindende, internationale Kunstausstellung in Moskau, Russland.
Die erste Biennale unter dem Titel Dialektik der Hoffnung fand vom 28. Januar bis zum 28. Februar 2005 statt. Die Kuratoren der Biennale waren Joseph Backstein, Daniel Birnbaum, Iara Boubnova, Nicolas Bourriaud, Rosa Martinez und Hans-Ulrich Obrist. Insgesamt 300 Künstler aus 21 Ländern nahmen daran teil. Das zentrale Projekt wurde im ehemaligen Leninmuseum nahe dem Roten Platz präsentiert.
Die zweite Moskauer Biennale fand vom 1. März bis 1. April 2007 in der Moscow City in einem sich noch im Bau befindlichen Hochhaus statt.
Die dritte Biennale fand vom 25. September bis 1. November 2009 statt. Als Schauplatz wurde diesmal das 2008 eröffnete Zentrum für Moderne Kultur „Garage“ ausgewählt, bei dem es sich um ein ehemaliges Garagengebäude aus dem Jahr 1927 handelt, das seinerzeit unter Beteiligung des Architekten Konstantin Melnikow und des Ingenieurs Wladimir Schuchow erbaut wurde.
Die 4. Moskau Biennale für Zeitgenössische Kunst vom 23. September bis 30. Oktober 2011 wurde von Peter Weibel, dem Direktor des ZKM Karlsruhe kuratiert. An der Hauptausstellung unter dem Titel Rewriting Worlds nahmen 64 Künstler und 16 Künstlergruppen aus 33 Ländern teil. Ausstellungsort war das ARTPLAYDesignCenter und die TSUM Art Foundation, beide in Moskau. Außenprojekte in Jekaterinburg, Nischni Nowgorod, Kiew und London. Weibel hat u. a. Kader Attia, Chen Chieh-jen, EVOL, Claire Fontaine, Susan Hiller, Rebecca Horn, Manabu Ikeda, Shilpa Gupta, Armin Linke, Fabián Marcaccio, Neo Rauch, Rosângela Rennó, Timo Toots, Ai Weiwei und Guido Van der Werve eingeladen. Ai Weiwei zeigte sein Video Beijing: The Second Ring von 2005.
Die 5. Moskau Biennale für Zeitgenössische Kunst findet vom 19. September bis 20. Oktober 2013 statt. Kuratorin ist Catherine de Zegher.
Die 6. Moskau Biennale für Zeitgenössische Kunst wird vom 22. September bis 1. Oktober 2015 im Pavillon Nr. 1 des all-russischen Ausstellungszentrums VDNKh stattfinden. Das Leitthema der Biennale lautet: „How to gather? Acting in a center in a city in the heart of the Island of Eurasia“. Kuratoren sind Bart De Baere, Direktor des MuHKA Antwerpen, Defne Ayas, Direktorin des Witte de With, Rotterdam und Nicolaus Schafhausen, Direktor der Kunsthalle Wien.
2019 ereignete sich ein Skandal, 2021 wurde keine Biennale durchgeführt aufgrund der COVID-19-Pandemie.
Die verschobene Biennale wurde 2022 kurz vor Fertigstellung abgesagt; dem Kulturministerium hatten Exponate nicht zugesagt, die Tretjakow-Galerie ließ verlauten, dass die Ausstellung wegen „der absoluten Diskrepanz zwischen dem Niveau einiger Exponate und dem Status des für die Biennale ausgewählten Ortes - des Landesmuseums von bundesweiter Bedeutung“ – nicht stattfinden werde.